# Image (film)
Image er en dansk kortfilm fra 1987, der er instrueret af Steen Skalhede efter manuskript af ham selv og Lene Birkholm.

## Handling
En ung mand, ingeniør, beslutter sig for at lave et selvportræt på video. Han skal bruge det til en jobansøgning. Kameraet gøres klart, TV-skærmen står så han kan se, hvordan optagelserne virker på ham. Den unge mand fra det strømlinede erhvervsliv går i gang, konfronteres med sig selv - hvem er jeg? - og et dramatisk forløb tager fart.